# Amastigomycota

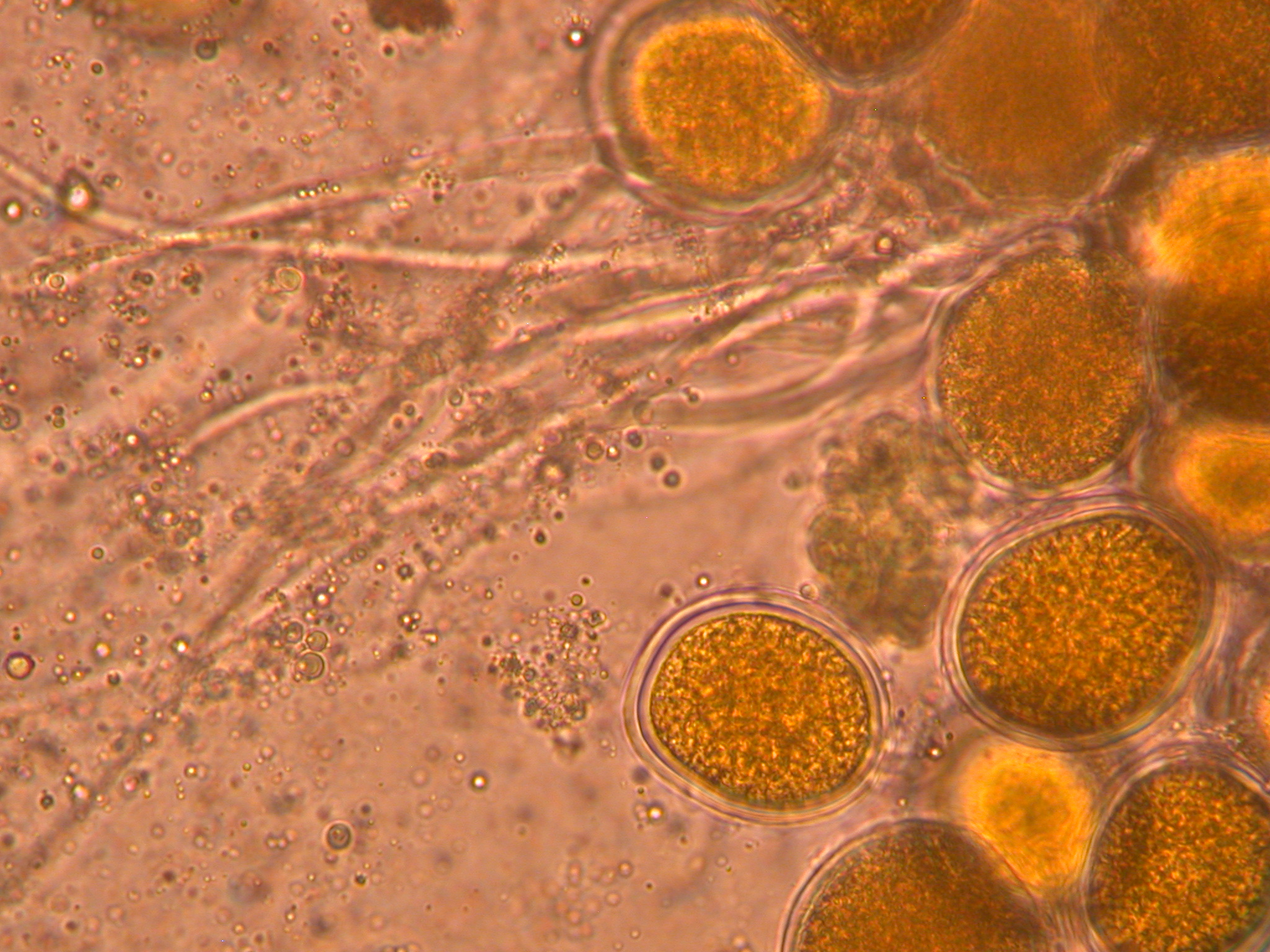
Endogone, um fungo mucoromicota.

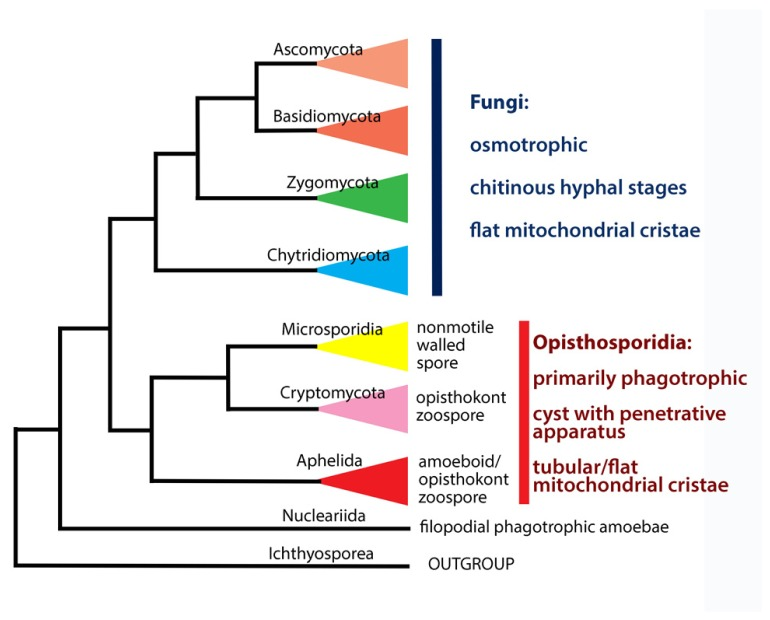
Estruturação filogenética dos Fungi.

Amastigomycota (ou Eufungi) é um clado de fungos que inclui todos os fungos sem flagelos ou centríolos e com as cisternae do aparelho de Golgi não empilhadas. Os membros deste clado são Dikarya e o agrupamento parafilético tradicional Zygomycota, agora dividido em vários filos monofiléticos.

## Descrição
Os Amastigomycota, também referidos por «fungos terrestres», são um supergrupo de fungos caracterizados por desenvolver autósporos, ou seja, esporos  que são aflagelados e desprovidos de movimento. A perda de flagelos terá constituído um evento único e central na evolução dos fungos, consequência da adaptação ao habitat terrestre. Esta caracyerística define o monofiletismo de Amastigomycota como um supergrupo formado por fungos terrestres, no qual, evolutivamente, a dispersão aérea dos esporos é essencial.
Etimologicamente, «Amastigomycota» significa «fungo sem chicote», uma referência à ausência de flagelos em todas as fases de seu ciclo de vida. O nome alternativo «Eufungi» significa «fungos verdadeiros».
As características definidoras deste grupo são as seguintes:
- Nutrição por digestão externa e absorção (osmótrofos), sendo na sua maioria organismos saprotróficos;
- Micélio bem desenvolvido, com talo levuriforme (cenócito) nos fungos inferiores e septado nos superiores;
- Ausência de flagelo e centríolos;
- Reprodução assexuada por brotamento, fragmentação, esporangiósporos, conídios ou glomerosporos;
- Se houver reprodução sexuada, é por zigósporos, ascósporos ou basidiósporos;
- A associação simbiótica com organismos fotoautotróficos como algas e plantas é comum, como pode ser visto pela formação de micorrizass e líquens;
- Vários grupos são fitopatógenos que desenvolveram um modo de vida parasitário e são a causa da maioria das doenças de plantas.

Os quitrídios e outros fungos primitivos que apresentam zoósporos e gâmetas flagelados dependem do ambiente aquático ou de outros organismos para a sua proliferação. A perda de flagelos constitui uma etapa evolutiva chave, a partir da qual surgem fungos terrestres com desenvolvimento macroscópico e produção de verdadeiros micélios. Essa etapa evolutiva é análoga à das plantas superiores fanerogâmicas, onde os gâmetas flagelos foram perdidos, tornando a reprodução independente da presença de água e gerando as coníferas e angiospermas que se tornariam a flora dominante.
A colonização da terra-firme por fungos terrestres pode ter ocorrido há 500 Ma, antes da colonização pelas plantas terrestres. Mas os fósseis mais antigos de micorrizas, revelando a relação simbiótica entre glomales e plantas, datam de há cerca de 460 Ma, do Ordoviciano.
Fósseis dos filamentos do fungo Tortotubus, de 440 Ma, indicariam que esse género representa o saprófito terrestre mais antigo. Fósseis claramente identificáveis como Zygomycetes abundam em depósitos do Devoniano, como pode ser visto no sítio Rhynie Chert, datado de por volta de 410 Ma atrás.

## Taxonomia e filogenia
A filogenia e a sistemática do grupo são complexas e ainda não completamente consensuais. As propostas de classificação e de arranjo na árvore filogenética são recentes, mas podem ser alteradas ou existirem versões alternativas.

### Taxonomia
Amastigomycota é um grupo em vários sistemas taxonómicos, embora não na maioria deles. O seguinte é parte do sistema Whittaker, de 1969, e entre parênteses o postulado por Cavalier-Smith em 1981:
- subreino Eumycota
  - ramo Opisthomastigomycota (infrareino Ciliofungi)
  - ramoAmastigomycota (infrareino Eufungi)
    - divisão Ascomycota
    - divisão Basidiomycota
    - divisão Zygomycota

Uma classificação mais recente do grupo, devida a Cavalier-Smith (1981) era a seguinte:
- Reino (ou subreino) Eufungi
  - Filo Hemiascomycota
  - Filo Ustomycota
  - Filo Zygomycota
  - Filo Ascomycota
  - Filo Uredomycota (ferrugens)
  - Filo Basidiomycota

Na época, a monofilia de Fungi (Eumycota) não era totalmente certo. Cavalier-Smith considerou um cenário em que os eufungos poderiam ser ancestrais ou basais de outros eucariotas devido à sua citologia relativamente simples e genoma pequeno, embora ele favorecesse a hipótese da monofilia fúngica, que agora é o consenso.
Com o advento da filogenética molecular foi possível estabelecer sistemas de classificação independentes do habitat, do hospedeiro, da morfologia ou da ecologia das espécies integrantes. Para os Microsporidia surgiu uma primeira classificação de base essencialmente molecular em 2007, da autoria de Aleksandr Fedorovich Alimov (1933-2019), revista em 2020 por um numeroso grupo de micologistas liderado por Nalin N. Wijayawardene. As duas classificações são apresentadas no quadro seguinte. Nas classificações mais modernas, nomeadamente na classificação de Wijayawardene et al. 2020 o grupo Zygomycota foi desmembrado em diversos agrupamentos monofiléticos que deram origem aos novos filos.

### Filogenia
Amastigomycota forma um clado bem suportado e consensual nos vários estudos filogenéticos realizados e apesar de ser um supergrupo de importância evolutiva crucial, teve pouco reconhecimento como táxon. O grupo Zygomycota representa o grado evolutivo mais antigo, pois é basal e complexamente parafilético. A sua filogenia, segundo estudos recentes (2016 e 2021), é aproximadamente a seguinte:
|  | Entomophthoromycotina                                                 |
|  |                                                                       |
|  | \| \| Kickxellomycotina \| \| \| \| \| \| Zoopagomycotina \| \| \| \| |
|  |                                                                       |
|  | Kickxellomycotina                                                     |
|  |                                                                       |
|  | Zoopagomycotina                                                       |
|  |                                                                       |

|  | Kickxellomycotina |
|  |                   |
|  | Zoopagomycotina   |
|  |                   |

|  | Mortierellomycotina                                                |
|  |                                                                    |
|  | \| \| Glomeromycotina \| \| \| \| \| \| Mucoromycotina \| \| \| \| |
|  |                                                                    |
|  | Glomeromycotina                                                    |
|  |                                                                    |
|  | Mucoromycotina                                                     |
|  |                                                                    |

|  | Glomeromycotina |
|  |                 |
|  | Mucoromycotina  |
|  |                 |

|  | Entorrhizomycota                                             |
|  |                                                              |
|  | \| \| Ascomycota \| \| \| \| \| \| Basidiomycota \| \| \| \| |
|  |                                                              |
|  | Ascomycota                                                   |
|  |                                                              |
|  | Basidiomycota                                                |
|  |                                                              |

|  | Ascomycota    |
|  |               |
|  | Basidiomycota |
|  |               |

|  | Mortierellomycotina                                                |
|  |                                                                    |
|  | \| \| Glomeromycotina \| \| \| \| \| \| Mucoromycotina \| \| \| \| |
|  |                                                                    |
|  | Glomeromycotina                                                    |
|  |                                                                    |
|  | Mucoromycotina                                                     |
|  |                                                                    |

|  | Glomeromycotina |
|  |                 |
|  | Mucoromycotina  |
|  |                 |

|  | Entorrhizomycota                                             |
|  |                                                              |
|  | \| \| Ascomycota \| \| \| \| \| \| Basidiomycota \| \| \| \| |
|  |                                                              |
|  | Ascomycota                                                   |
|  |                                                              |
|  | Basidiomycota                                                |
|  |                                                              |

|  | Ascomycota    |
|  |               |
|  | Basidiomycota |
|  |               |

|  | Entomophthoromycotina                                                 |
|  |                                                                       |
|  | \| \| Kickxellomycotina \| \| \| \| \| \| Zoopagomycotina \| \| \| \| |
|  |                                                                       |
|  | Kickxellomycotina                                                     |
|  |                                                                       |
|  | Zoopagomycotina                                                       |
|  |                                                                       |

|  | Kickxellomycotina |
|  |                   |
|  | Zoopagomycotina   |
|  |                   |

|  | Mortierellomycotina                                                |
|  |                                                                    |
|  | \| \| Glomeromycotina \| \| \| \| \| \| Mucoromycotina \| \| \| \| |
|  |                                                                    |
|  | Glomeromycotina                                                    |
|  |                                                                    |
|  | Mucoromycotina                                                     |
|  |                                                                    |

|  | Glomeromycotina |
|  |                 |
|  | Mucoromycotina  |
|  |                 |

|  | Entorrhizomycota                                             |
|  |                                                              |
|  | \| \| Ascomycota \| \| \| \| \| \| Basidiomycota \| \| \| \| |
|  |                                                              |
|  | Ascomycota                                                   |
|  |                                                              |
|  | Basidiomycota                                                |
|  |                                                              |

|  | Ascomycota    |
|  |               |
|  | Basidiomycota |
|  |               |

|  | Mortierellomycotina                                                |
|  |                                                                    |
|  | \| \| Glomeromycotina \| \| \| \| \| \| Mucoromycotina \| \| \| \| |
|  |                                                                    |
|  | Glomeromycotina                                                    |
|  |                                                                    |
|  | Mucoromycotina                                                     |
|  |                                                                    |

|  | Glomeromycotina |
|  |                 |
|  | Mucoromycotina  |
|  |                 |

|  | Entorrhizomycota                                             |
|  |                                                              |
|  | \| \| Ascomycota \| \| \| \| \| \| Basidiomycota \| \| \| \| |
|  |                                                              |
|  | Ascomycota                                                   |
|  |                                                              |
|  | Basidiomycota                                                |
|  |                                                              |

|  | Ascomycota    |
|  |               |
|  | Basidiomycota |
|  |               |

Por ser um táxon parafilético, foi proposto dividir Zygomycota em duas divisões diferentesm Zoopagomycota e Mucoromycota.